# Robert Jackson Bennett
Pour les articles homonymes, voir Bennett.
Œuvres principales
- The Company Man
- Mr. Shivers
- American Elsewhere
- Série Les Cités divines
- Les Maîtres enlumineurs

Robert Jackson Bennett, né le 22 juin 1984 à Baton Rouge, en Louisiane, aux États-Unis, est un écrivain américain, auteur de roman policier, de science-fiction, de fantasy, de fantastique et d'horreur.

## Biographie
Robert Jackson Bennett grandit au Texas et suit les cours de l'Université du Texas à Austin. Il commence une carrière de romancier en 2009 avec les romans Mr Shivers et The Company Man, deux thrillers mâtinés de fantastique et d'horreur. Ces romans remportent plusieurs prix littéraires prestigieux aux États-Unis et lance la carrière de Robert Jackson Bennett.
En 2014, il inaugure une nouvelle série de fantasy intitulée Les Cités divines.

## Œuvres

### SérieLes Cités divines
1. La Cité des Marches, Albin Michel, coll. « Imaginaire », 2024 ((en) City of Stairs, 2014), trad. Laurent Philibert-Caillat, 552 p.  (ISBN 978-2-226-47062-1)
2. La Cité des Lames, Albin Michel, coll. « Imaginaire », 2024 ((en) City of Blades, 2016), trad. Laurent Philibert-Caillat, 576 p.  (ISBN 978-2-226-48591-5)
3. La Cité des Miracles, Albin Michel, coll. « Imaginaire », 2025 ((en) City of Miracles, 2017), trad. Laurent Philibert-Caillat, 576 p.  (ISBN 978-2-226-48592-2)

### SérieLes Maîtres enlumineurs
1. Les Maîtres enlumineurs, Albin Michel, coll. « Imaginaire », 2021 ((en) Foundryside, 2018), trad. Laurent Philibert-Caillat, 640 p.  (ISBN 978-2-226-44151-5)Réédition, Le Livre de poche, coll. « Imaginaire » no 37491, 2024, 768 p. (ISBN 978-2-253-26043-1)
2. Le Retour du hiérophante, Albin Michel, coll. « Imaginaire », 2021 ((en) Shorefall, 2020), trad. Laurent Philibert-Caillat, 624 p.  (ISBN 978-2-226-44152-2)Réédition, Le Livre de poche, coll. « Imaginaire » no 37825, 2024, 736 p. (ISBN 978-2-253-93718-0)
3. Les Terres closes, Albin Michel, coll. « Imaginaire », 2023 ((en) Locklands, 2022), trad. Laurent Philibert-Caillat, 688 p.  (ISBN 978-2-226-47061-4)Réédition, Le Livre de poche, coll. « Imaginaire » no 37962, 2025, 832 p. (ISBN 978-2-253-90904-0)

### SérieShadow of the Leviathan
1. (en) The Tainted Cup, 2024
2. (en) A Drop of Corruption, 2025

### Romans indépendants
- (en) The Company Man, 2009
- Mr. Shivers, Éclipse, coll. « Éclipse fantastique », 2011 ((en) Mr. Shivers, 2009), trad. Élisabeth Vonarburg, 400 p.  (ISBN 978-2-36270-038-5)Réédition, Panini, coll. « Éclipse », 2013, 354 p. (ISBN 978-2-8094-2876-6)
- (en) The Troupe, 2011
- À lire à ton réveil, Le Bélial', coll. « Une heure-lumière » no 59, 2025 ((en) To Be Read Upon Your Waking, 2012), trad. Michelle Charrier, 128 p.  (ISBN 978-2-38163-179-0)
- American Elsewhere, Albin Michel, coll. « Imaginaire », 2018 ((en) American Elsewhere, 2013), trad. Laurent Philibert-Caillat, 784 p.  (ISBN 978-2-226-43664-1)Réédition, Le Livre de poche, coll. « Imaginaire » no 36048, 2021, 936 p. (ISBN 978-2-253-26043-1)
- Vigilance, Le Bélial', coll. « Une heure-lumière » no 26, 2020 ((en) Vigilance, 2019), trad. Gilles Goullet, 170 p.  (ISBN 978-2-84344-971-0)

## Prix et distinctions notables

### Prix
- Prix Shirley-Jackson du meilleur roman 2010 pour Mr. Shivers[1].
- Prix Philip-K.-Dick citation spéciale 2012 pour The Company Man[2].
- Prix Edgar-Allan-Poe de la meilleure parution en livre de poche 2012  pour The Company Man[3].
- Prix Shirley-Jackson du meilleur roman 2013 pour American Elsewhere[4].
- Prix Hugo du meilleur roman 2025 pour The Tainted Cup

### Nominations
- Prix Anthony de la meilleure parution en livre de poche 2012  pour The Company Man[5]
- Prix Edgar-Allan-Poe 2025 du meilleur roman pour The Tainted Cup[3]